# Шакунов, Михаил Ильич
Михаил Ильич Шакунов (17 ноября 1913 — 18 мая 1998) — советский военнослужащий, участник Великой Отечественной войны, полный кавалер ордена Славы, командир отделения разведки 823-го артиллерийского полка 301-й стрелковой дивизии 5-й ударной армии 1-го Белорусского фронта, старший сержант — на момент представления к награждению орденом Славы 1-й степени.

## Биография
Родился 17 ноября 1913 года в станице Беломечетинская Кочубеевского района Ставропольского края.
В Красной Армии с ноября 1941 года. Участник Великой Отечественной войны с февраля 1942 года. Сражался на 3-м Украинском и 1-м Белорусском фронтах. Принимал участие в освобождении Украины, Молдавии, Польши, в боях на территории Германии, штурме Берлина.
15 мая 1944 года награждён орденом Славы 3-й степени. 4 марта 1945 года награждён орденом Славы 2-й степени.
Указом Президиума Верховного Совета СССР от 15 мая 1946 года за образцовое выполнение заданий командования старший сержант Шакунов Михаил Ильич был награждён орденом Славы 1-й степени, став полным кавалером ордена Славы.
В 1945 году демобилизован. Жил и работал в городе Черкесск Ставропольского края. Скончался 18 мая 1998 года.